# Billet de 100000 dollars américains
Recto
Verso
Le billet de 100 000 dollars (100 000 $) est une coupure de monnaie américaine qui a été émise uniquement entre le 18 décembre 1934 et le  9 janvier 1935. C'est le plus gros billet jamais émis en cette devise. Appelé « Gold certificate », il fut utilisé pour des transactions entre les banques et filiales de la Réserve fédérale. Il n'a donc jamais été mis en circulation.
L'avers représente au centre le président Woodrow Wilson.